# Nándor Láng

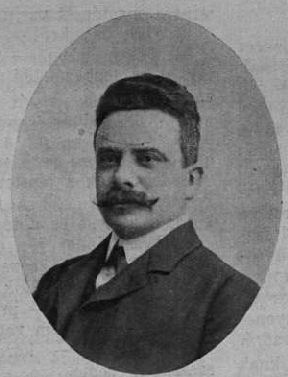
Nándor Láng (1911)

Nándor Láng (auch Ferdinand Láng; * 3. Januar 1871 in Deliblát, Komitat Temes, Königreich Ungarn; † 17. März 1952 in Budapest, Ungarn) war ein ungarischer Archäologe, Historiker und Klassischer Philologe.

## Leben und Wirken
Nándor Láng war der Sohn eines Grundschullehrers, der früh verstarb. Er besuchte das Gymnasium in Fehértemplom und studierte an der Eötvös-Loránd-Universität in Budapest. 1892 schloss er das Studium in Geisteswissenschaften ab, 1894 erhielt er einen Abschluss in Klassischer Philologie. Zu seinen Lehrern gehörten die Archäologen und Kunsthistoriker József Hampel, Gyula Pasteiner und Béla Czobor und die Philologen Jenő Ábel, Emil Ponori Thewrewk und Vilmos Pecz. 1894 und 1895 führte er mit einem staatlichen Stipendium in Paris seine archäologischen Studien weiter und besuchte Galerien und Museen in London, Belgien und Deutschland. Ab 1895 unterrichtete er an Gymnasien in Budapest, unter anderem am weiterführenden Ágoston-Trefort-Gymnasium der Eötvös-Loránd-Universität im VIII. Bezirk. 1905/1906 besuchte er Griechenland. 1908 wurde er Lehrer für griechische Archäologie an einer Fachhochschule in Budapest. Von 1914 bis 1932 war er an der Universität Debrecen Professor für Archäologie und ab 1926 auch für Latein. 1915 bis 1916 war er Dekan der Fakultät für Kunst, Sprachen und Geschichte; 1916 bis 1917 war er Rektor der Universität.
Nándor Láng beschäftigte sich in seiner Forschungsarbeit intensiv mit dem Kult des Juppiter Dolichenus und schrieb dazu mehrere Arbeiten. Er untersuchte die Kultur- und Religionsgeschichte des Römischen Reiches, insbesondere die Geschichte von Aquincum. Er analysierte und beschrieb die Terrakotta-Figuren des Aquincum-Museums, die Elfenbeinreliefs von Herakles und Omphale und den Torso der Nemesis im Ungarischen Nationalmuseum. Láng vervollständigte das von Vilmos Pecz (1854–1923) herausgegebene Ókori Lexikon (dt. Lexikon des Altertums) und schrieb dafür über 100 Artikel. Nach Meinung zeitgenössischer Wissenschaftler verfügte er über umfassende Kenntnisse der Quellen und der Literatur, und sein Werk widerspiegelte den neuesten Stand der Forschung.
Das Historische Museum der Universität Debrecen wurde 1932 nach Nándor Láng benannt. 1949 wurde es mit den Abteilungen der Klassischen Philologie (Griechisch und Latein), der Abteilung für Alte Geschichte und dem Archäologischen Institut zum „Institut für Alte Wissenschaften“ zusammengeführt, dessen Direktor István Járdányi-Paulovics wurde.
Láng war von 1905 bis 1914 mit Elemér Császár Herausgeber des Egyetemes Philologiai Közlöny (Allgemeines philologisches Journal) der Philologischen Gesellschaft von Budapest und von 1946 bis 1948 Herausgeber der Archaeologiai Értesítő (Archäologische Nachrichten) der Ungarischen Gesellschaft für Archäologie und Kunstgeschichte.
Bis zu seinem Tod lebte Nándor Láng im vierten Stock des 1932 von Alfréd Hajós erbauten Wohnhaus in der Attila út 81, der heutigen Nummer 119.

## Mitgliedschaften
- 1911: Korrespondierendes Mitglied der Ungarischen Akademie der Wissenschaften
- 1916: Mitglied der Szent István Tudományos Akadémia
- 1921: Vorsitzender der Tisza-István-Wissenschaftsgesellschaft in Debrecen
- 1927: Ordentliches Mitglied des Deutschen Archäologischen Instituts
- 1936: Ordentliches Mitglied der Ungarischen Akademie der Wissenschaften (1943 wurde er Ehrenmitglied und nach Reorganisation 1949 wieder Ordentliches Mitglied)
- 1941: Ehrenmitglied der Philologischen Gesellschaft von Budapest

Er war weiterhin Ehrenmitglied der Ungarischen Gesellschaft für Archäologie und Kunstgeschichte und korrespondierendes Mitglied des Belgrader Archäologischen Instituts.

## Auszeichnungen und Ehrungen
- 1922: Ehrendoktorwürde der Universität Padua

## Schriften
- De latinitate codicis diplomatici hungarici andagavensis (= Analecta ad latinitatis Hungarorum dictionarium. Vol. II). Toldi, Budapest 1892, OCLC 457469040.
- Epidauros. Egy antik fürdőhely. Budapest 1902, OCLC 1087739851.
- Odysseus hazája. Fritz, Budapest 1902, OCLC 1014893272.
- Az ősgörög műveltség és Homeros (= Emlékkönyv Beöthy Zsolt. Koll. 3). Athenaeum, Budapest 1908, OCLC 908970116.
- A debreceni Szent Anna templom. Universität Debrecen, Debrecen 1930, OCLC 907487136.
- Hekler Antal élete és munkássága. Ungarische Akademie der Wissenschaften, Budapest 1942, OCLC 909025891.
- Egy pannóniai föliratról. Az ábécés föliratok értelmezése. Ungarische Akademie der Wissenschaften, Budapest 1946, OCLC 909102615.

Artikel und Beiträge
- A görög művészet története. In: A művészetek története. Lampel, Budapest 1905, OCLC 1014993690, S. 119–420.
- Figurális terrakották az aquincumi múzeumban. In: Budapest Régiségei. 9, 1906, S. 3–32 (online).
- Kréta és Hellas. In: Akadémiai Értesítő. 24, 1, 1913, S. 5–15 (online).
- Herakles és Omphale. Elefántosontrelief az aquincumi múzeumban. In: Budapest Régiségei. 10, 1923, OCLC 964625516, S. 3–34 (online).
- A Dolichenus-kultusz emlékei. In: Szent István Akadémia Értesítő. 22, 1923, S. 90–97.
- A brigetioi Dolichenum. In: Emlékkönyv Dr. Gróf Klebelsberg Kuno. Hírlap Nyomda, Budapest 1925, OCLC 1014988674, S. 94–106.
- A Magyar Nemzeti Múzeum Juppiter Dolichenus-keze. In: Emlékkönyv Károlyi Árpád. Budapest 1933, OCLC 1014812520, S. 323–334.
- A Magyar Nemzeti Múzeum Nemesis-torzója. In: Emlékkönyv Berzeviczy Albert. Budapest 1934, S. 84–89.
- Római rokokó bronzszobrocska az aquincum múzeumban. In: Budapest Régiségei. 12, 1937, S. 3–24 (online, ungarisch), deutsche Zusammenfassung: Eine römische Rokokostatuette aus Bronze in Aquincum. S. 299–301 (online).
- Egy pannoniai föliratról. Az ábécés föliratok értelmezése. In: Értekezések a Nyelv- és Széptudományok Osztálya Köréből. Budapest 1937, S. 401–420. Nachdruck: Ungarische Akademie der Wissenschaften, Budapest 1946 (online).
- Das Dolichenum von Brigetio. In: Laurae Aquincenses. Budapest 1941, S. 165–181.
- A savariai Dolichenus-csoportozat. In: Archaeologiai Értesítő. 1943, S. 60–70.